# Nobuyuki Fukumoto
Nobuyuki Fukumoto (福本伸行 Fukumoto Nobuyuki?, Yokosuka, Kanagawa, 10 de diciembre de 1958) es un mangaka japonés bien conocido por sus ideas de juego únicas y originales, su profundo análisis psicológico de los personajes y su estilo artístico distinto. La yakuza y el juego son temas recurrentes en sus mangas. En los países de habla inglesa, es más conocido como el autor de Kaiji, un manga relacionado con el juego, y Akagi, un manga relacionado con el mahjong. En 1998, ganó el premio Kodansha Manga Award por Gambling Apocalypse: Kaiji. En 1998, ganó el Premio de Manga Kōdansha para Tobaku Mokushiroku Kaiji. Una onomatopeya "zawa" (ざわ…?), significando de una atmósfera tensa, aparece frecuentemente en sus cómics y es considerada como marca Fukumoto.

## Trabajos
- Otoko Ningún Kaze (Manera del Viento, 1977) (男の風)
- Yoroshiku Junjo Daishou (Mis Consideraciones, Naive General, 1980) (よろしく純情大将)
- Attate Kudakero! (Va para Rompió!, 1980) (当たってくだけろ!)
- Amari-chan (Amari-chan - Laborable en el Springtime de Vida, 1980) (あまりちゃん)
- Ikenai Kacchan Historia de amor (Desesperado Kac-chan  Historia de Amor, 1982) (いけないカッちゃんラブストーリー)
- Wani Ningún Hatsukoi (Wani  Primer Amor, 1983) (ワニの初恋)
- Miagereba Tsuutenkaku (E I Mirada A Tsutenkaku, 1986) (見上げれば通天閣)
- Harukaze ni Youkoso (Bienvenido de la Brisa de Primavera, 1988-1989) (春風にようこそ)
- Cielo - Tenhōdōri Ningún Kaidanji (Cielo - Tipo Bueno en el Camino de Mahjong, 1989@–2002) (天 - 天和通りの快男児)
- Atsuize Tenma! (Apasionado Tenma!, 1990) (熱いぜ天馬!)
- #Ginebra Yanma (Plata Lamenting, 1990) (銀ヤンマ)
- Burai na Kaze Tetsu (Brisa enorme de Hierro, 1990-1991) (無頼な風 鉄)
- Akagi (Mahjong Leyenda Akagi - El Genio Quién Descendió A la Oscuridad, 1992@–2018) (アカギ)
- #Ginebra a Kin (Plata y Oro, 1992@–1996) (銀と金)
- Atsuize Bolígrafo-chan (Bolígrafo Apasionado-chan, 1995) (熱いぜ辺ちゃん)
- Shinjitsu Ningún Otoko: Kaian Kichinichi Shintaro (Hombre de Verdad - Taiankichinichi Shintaro, 1996) (真実の男 大安吉日真太郎)
- Tobaku Mokushiroku Kaiji (Apocalipsis de juego Kaiji, 1996@–1999) (賭博黙示録　カイジ)
  - Tobaku Hakairoku Kaiji (Juego Crónica Inconformista Kaiji, 2000@–2004) (賭博破戒録　カイジ)[2]
  - Tobaku Datenroku Kaiji (Crónica de Advenimiento del juego Kaiji, 2004@–2008) (賭博堕天録　カイジ)
  - Tobaku Datenroku Kaiji: Kazuya-Gallina (Crónica de Advenimiento del Juego Kaiji - Kazuya Arc, 2009@–2013) (賭博堕天録カイジ〜和也編〜)
  - Tobaku Datenroku Kaiji: Un Póquer-gallina (Crónica de Advenimiento del Juego Kaiji - Un-Póquer Arc, 2013@–2017) (賭博堕天録カイジ ワン・ポーカー編)
  - Tobaku Datenroku Kaiji: 24 Oku Dasshutsu-gallina (Crónica de Advenimiento del Juego Kaiji - 2.4 Mil millones Escapada Arc, 2017@–presente) (賭博堕天録カイジ 24億脱出編)
- La trompeta de aquel Hombre (1999) (あの人のトランペット)
- Fukumoto Nobuyuki Jisen Tanpenshuu (Nobuyuki Fukumoto Self-Nombrado Shorts, 1998) (福本伸行自薦短編集)
- GROSERO39 (Akutare (GROSERO) 39, 1999) (あくたれ[Grosero]39)
- Hoshi Furu Yoru Ni (Protagoniza Qué Caída Por la noche, 1999) (星降る夜に)
- Buraiden Gai (Leyenda extensa Gai, 2000@–2001) (無頼伝　涯)
- Saikyō Densetsu Kurosawa (Leyenda más fuerte Kurosawa, 2003@–2006) (最強伝説黒沢)
  - Shin Kurosawa: Saikyō Densetsu (Nuevo Kurosawa - Leyenda más Fuerte, 2013-presente) (新・黒沢 最強伝説)
- Tobaku Haōden Cero (Leyenda de Emperador del Juego Cero, 2007@–2009) (賭博覇王伝零)
  - Tobaku Haōden Cero Gyanki-Gallina (Leyenda de Emperador del Juego Cero - La Maldición de Demonio Arc, 2011@–2013) (賭博覇王伝 零ギャン鬼編)
- Sabes los Peligros Reales de Aquellos Tan-Fármacos Legales Llamados Que está Siendo Vendió? (2014) (合法といって売られている薬物の、本当の怖さを知っていますか？)

En cooperación con Kaiji Kawaguchi:
- Seizon -VIDA- (VIDA ~de Supervivencia~, 1999)
- Kokuhaku: Confesión (Confesiones de una Mente Peligrosa, 2001)

En cooperación con Keiichirō Hara:
- Washizu - Enma Ningún Tōhai (Washizu - Diablo de Mahjong, 2008@–2012) (ワシズ　閻魔の闘牌)
- Washizu - Tenka Sousei Touhairoku (Washizu - Génesis mundial Mahjong Crónica, 2012@–presente) (ワシズ 天下創世闘牌録)

En cooperación con Maeda Jirou:
- HÉROE - Gyakkyou no Touhai (HÉROE - Adversidad de Mahjong, 2009-presente) (HÉROE -逆境の闘牌)

En cooperación con varios artistas:
- Akagi: Zawa... Zawa... Antología (2011) (アカギ ざわ・・ざわ・・アンソロジー)